# Pachysaga croceopteryx
Pachysaga croceopteryx är en insektsart som beskrevs av Rentz, D.C.F. 1993. Pachysaga croceopteryx ingår i släktet Pachysaga och familjen vårtbitare. Inga underarter finns listade i Catalogue of Life.